# 刘和仁
刘和仁（1943 - ），山西汾阳人，国家一级作曲。1960年调入山西省晋剧院，历任演奏员，乐队指挥，作曲。从事晋剧音乐创作五十三年来，相继为多部剧目创作音乐，曾有部分剧目获音乐创作奖。其中《富贵图》《傅山进京》分别获得中国文华音乐奖，《油灯灯开花》获中国孔三传音乐奖。《巴尔思御史》获中国文化奖，《大红灯笼》《布衣于成龙》分別入选国家十部精品。

## 相关链接
山西省晋剧院刘和仁工作室 （页面存档备份，存于）